# العلاقات الأذربيجانية النيبالية
العلاقات الأذربيجانية النيبالية هي العلاقات الثنائية التي تجمع بين أذربيجان ونيبال.

## مقارنة بين البلدين
هذه مقارنة عامة ومرجعية للدولتين:
| وجه المقارنة                                              | أذربيجان        | نيبال                             |
| --------------------------------------------------------- | --------------- | --------------------------------- |
| المساحة (كم2)                                             | 86.60 ألف       | 147.18 ألف                        |
| عدد السكان (نسمة)                                         | 10.00 مليون     | 29.40 مليون                       |
| الكثافة السكانية (ن./كم²)                                 | 115.47          | 199.76                            |
| العاصمة                                                   | باكو            | كاتماندو                          |
| اللغة الرسمية                                             | اللغة الأذرية   | اللغة النيبالية                   |
| العملة                                                    | مانات أذربيجاني | روبية نيبالية                     |
| الناتج المحلي الإجمالي (بليون دولار)                      | 40.75 مليار     | 24.47 مليار                       |
| الناتج المحلي الإجمالي (تعادل القوة الشرائية) بليون دولار | 171.56 مليار    | 70.20 مليار                       |
| الناتج المحلي الإجمالي الاسمي للفرد دولار أمريكي          | 5.50 ألف        | 743                               |
| الناتج المحلي الإجمالي للفرد دولار أمريكي                 | 17.52 ألف       | 2.37 ألف                          |
| مؤشر التنمية البشرية                                      | 0.751           | 0.548                             |
| رمز المكالمات الدولي                                      | +994            | +977                              |
| رمز الإنترنت                                              | .az             | .np                               |
| المنطقة الزمنية                                           | ت ع م+04:00     | UTC+05:45، التوقيت الموحد لنيبال ‏ |

## منظمات دولية مشتركة
يشترك البلدان في عضوية مجموعة من المنظمات الدولية، منها:
| علم المنظمة | اسم المنظمة                               | تاريخ انضمام أذربيجان | تاريخ انضمام نيبال |
| ----------- | ----------------------------------------- | --------------------- | ------------------ |
|             | مؤسسة التنمية الدولية                     | 31 مارس 1995          | 6 مارس 1963        |
|             | مؤسسة التمويل الدولية                     | 11 أكتوبر 1995        | 7 يناير 1966       |
|             | منظمة حظر الأسلحة الكيميائية              | ?                     | ?                  |
|             | الأمم المتحدة                             | 2 مارس 1992           | 14 ديسمبر 1955     |
|             | منظمة الشرطة الجنائية الدولية             | ?                     | ?                  |
|             | البنك الدولي للإنشاء والتعمير             | 18 سبتمبر 1992        | 6 سبتمبر 1961      |
|             | الاتحاد البريدي العالمي                   | ?                     | ?                  |
|             | المركز الدولي لتسوية المنازعات الاستشارية | 18 أكتوبر 1992        | 6 فبراير 1969      |
|             | وكالة ضمان الاستثمار متعدد الأطراف        | 23 سبتمبر 1992        | 9 فبراير 1994      |
|             | بنك التنمية الآسيوي                       | 1999                  | 1966               |
|             | يونسكو                                    | 3 يونيو 1992          | 1 مايو 1953        |

## وصلات خارجية
- موقع وزارة الخارجية الأذربيجانية
- موقع وزارة الخارجية النيبالية